# Lee De Forest
Lee De Forest (Council Bluffs, 26 de agosto de 1873 — Hollywood, 30 de junho de 1961) foi um físico e inventor estadunidense.

## Carreira
Forest foi um físico que pesquisou componentes e aparelhos dedicados para a gravação e reprodução de sons, assim como instrumentos de aplicação nos campos da eletromedicina e da telefonia.
Desenvolveu centelhadores com circuitos sintonizados que seriam futuramente utilizados em bisturis eletrônicos, embora este feito não lhe seja atribuído oficialmente.
Sua vida acadêmica no campo da física iniciou em 1893 quando entrou na Universidade de Yale, doutorando-se em física em 1899.
Trabalhou em pesquisas sobre eletricidade e propagação de ondas eletromagnéticas. Compôs uma tese sobre reflexão de ondas hertzianas. Este trabalho teórico, é considerado um dos primeiros reconhecidos que tratam sistematicamente sobre o fenômeno da radiotransmissão e radio recepção.
Em 1907 De Forest patenteou a válvula tríodo e desenvolveu um detector eletrolítico para ondas de rádio. No mesmo ano transmitiu programas musicais experimentalmente para a cidade de Nova York, sendo uma das primeiras transmissões comerciais conhecidas, e reconhecidamente com audiência, embora acadêmica.
Em 1908 transmitiu sinais radiofônicos do alto da torre Eiffel, em Paris. Esta transmissão experimental foi captada pelos postos militares da região, comprovando desta forma a possibilidade do rádio para fins bélicos.

## Patentes
Imagens de patentes em formato TIFF:
- Patente E.U.A. 748 597 "Wireless Signaling Device" (antena direcional), depositada em dezembro de 1902, emitida em janeiro de 1904;
- Patente E.U.A. 824 637 "Dispositivo responsivo à oscilação" (diodo detector de tubo de vácuo), depositada em janeiro de 1906, emitida em junho de 1906;
- Patente E.U.A. 827 523 "Wireless Telegraph System" (antenas separadas de transmissão e recepção), depositada em dezembro de 1905, emitida em julho de 1906;
- Patente E.U.A. 827 524 Wireless Telegraph System", depositada em janeiro de 1906 e emitida em julho de 1906;
- Patente E.U.A. 836 070 "Dispositivo responsivo à oscilação" (detector de tubo de vácuo – sem grade), depositada em maio de 1906, emitida em novembro de 1906;
- Patente E.U.A. 841 386 "Wireless Telegraphy" (detector de tubo de vácuo ajustável – sem grade), depositada em agosto de 1906, emitida em janeiro de 1907;
- Patente E.U.A. 841 387 "Dispositivo para amplificar correntes elétricas fracas" (...), depositada em agosto de 1906, emitida em janeiro de 1907;
- Patente E.U.A. 876 165 "Wireless Telegraph Transmitting System" (acoplador de antena), depositada em maio de 1904, emitida em janeiro de 1908;
- Patente E.U.A. 879 532 "Telegrafia Espacial" (detector de sensibilidade aumentada - mostra claramente a grade), depositada em janeiro de 1907, emitida em 18 de fevereiro de 1908;
- Patente E.U.A. 926 933 "Telegrafia sem fio";
- Patente E.U.A. 926 934 "Dispositivo de sintonia de telégrafo sem fio";
- Patente E.U.A. 926 935 "Transmissor de telégrafo sem fio", depositada em fevereiro de 1906, emitida em julho de 1909;
- Patente E.U.A. 926 936 "Telegrafia Espacial";
- Patente E.U.A. 926 937 "Telefonia Espacial";
- Patente E.U.A. 979 275 "Dispositivo responsivo à oscilação" (placas paralelas em chama de Bunsen) depositada em fevereiro de 1905, emitida em dezembro de 1910;
- Patente E.U.A. 1 025 908 "Transmissão de Música por Ondas Eletromagnéticas";
- Patente E.U.A. 1 101 533 "Telegrafia sem fio" (antena direcional/localizador de direção), depositada em junho de 1906, emitida em junho de 1914;
- Patente E.U.A. 1 214 283 "Telegrafia sem fio".